# Gudagudi, Hangal
Gudagudi là một làng thuộc tehsil Hangal, huyện Haveri, bang Karnataka, Ấn Độ.